# Friedrich Samuel von Montmartin
Graf Friedrich Samuel von Montmartin (* 1712 in Zeitz; † 29. Januar 1778 in Dinkelsbühl) war ein deutscher Jurist und württembergischer Politiker.

## Herkunft
Montmartin entstammte einer protestantischen Hugenottenfamilie. Sein Vater Samuel du Maz von Montmartin war einer der Hugenotten, die im Jahr 1686 nach Kurbrandenburg emigrierten. Seine Mutter war Susanne Judith von Martel. 

## Leben
Montmartin studierte an den Universitäten in Leipzig und Leiden Rechtswissenschaften und ging dann nach Wetzlar ans Reichskammergericht. 1738 wurde er Regierungsrat in Bayreuth, 1739 Gouverneur der Städte Alt- und Neu-Erlangen und Präsident des Justizkollegiums im Dienste des Markgrafen von Bayreuth, dann Geheimrat und Minister beim Fränkischen Reichskreis.
1742 ernannte ihn Kaiser Karl VII. zum kaiserlichen Reichshofrat. In diesen Stellungen betrieb Montmartin die Mündigsprechung des Herzogs Carl Eugen von Württemberg, wofür ihm dieser 1744 die Stelle eines Geheimrats übertrug, die er aber nicht antrat. 1748 war er Gesandter Bayreuths beim Reichstag in Regensburg. Hier wurde er – offenbar durch Bestechung – wichtiger Informant des Wiener Hofes und trat heimlich zum Katholizismus über. 1756 führte er als Reichstagsgesandter des Herzogs von Sachsen-Gotha entgegen seinem Auftrag den Beschluss zum Reichskrieg gegen Preußen herbei, wofür er die Reichsgrafenwürde erhielt. 1758 ernannte ihn Herzog Carl Eugen von Württemberg zu seinem Minister, 1763 zum Premierminister und Geheimratspräsidenten.
Als er nach Württemberg kam, waren die wirtschaftlichen Verhältnisse dort sehr angespannt, während die Staatsausgaben ständig stiegen. Montmartin gewann das vollständige Vertrauen des Herzogs, dem gegenüber er sich sehr unterwürfig zeigte. Er veranlasste, dass Oberst Rieger, der ebenfalls im Dienste des Herzogs unentbehrlich erschien, in Festungshaft genommen wurde. Bei seinen Auseinandersetzungen mit den Württembergischen Landständen verfuhr Montmartin ohne jede Rücksicht. Die Stände beharrten auf ihrem Recht, außerordentliche Steuern zu verweigern und drängten zu größerer Sparsamkeit. Montmartin bezeichnete jedoch den Willen des Herzogs als absoluten Befehl und erklärte die Vorstellungen des landschaftlichen Ausschusses für aufrührerisch. Wer sich ihm widersetzte, wie der Landschaftskonsulent Johann Jacob Moser, musste dies mit schwerer Kerkerhaft büßen.
Auf vielerlei Weise versuchte Montmartin, Steuern einzutreiben, wobei er sich selbst daran bereicherte. Die Beamten mussten ihre Stellen kaufen, die Münze, der Tabak- und Salzhandel wurde verpachtet, das Lotto eingeführt, das Kirchengut angegriffen und die Landschaftskasse mit Waffengewalt geplündert. Das Frühjahr 1764 brachte eine neue Militärsteuer. Da die Landstände sich weigerten, wollte Montmartin die Steuer durch eine geheime Instruktion an die Beamten durchführen. Trotz Anwendung von Gewalt misslang letztlich dieser Plan. Inzwischen hatten die Landstände beim Reichshofrat geklagt, und als Montmartin seine Stellung nicht mehr für sicher hielt, ließ er sich am 10. Mai 1766 mit einer großen Abfindung aus württembergischen Diensten befreien. Dennoch bewahrte er sich das Vertrauen des Herzogs Carl Eugen und wurde erst 1773 ganz aus Württemberg verabschiedet.
In seinen letzten Jahren war Montmartin Ritterhauptmann des Kantons Altmühl.

## Familie
Er war zweimal verheiratet. Der Name seiner ersten Frau war Charlotte Eleonora Buirette d'Ahfelden (1711–1749), seine zweite Frau war Friederike von Wangenheim (1729–1752). Das Paar hatte mehrere Kinder, darunter:
- Louise Friederike (1752–1770) ⚭ 1769 Graf Ludwig Karl Eckbrecht von Dürckheim (1733–1774)

## Namensübergabe
Graf Ludwig Karl Eckbrecht von Dürckheim (1733–1774), württembergischer Gesandter am Kaiserhof zu Wien, heiratete Luise Friederike von Montmartin, einziges Kind Friedrich Samuels von Montmartin. Um den Familiennamen seiner Gattin nicht aussterben zu lassen, übernahm er ihn als Namenszusatz, weshalb das Adelsgeschlecht seither Eckbrecht von Dürckheim-Montmartin heißt.